# Бажанов, Пётр Игнатьевич
Пётр Игна́тьевич Бажа́нов (1912—1975) — советский государственный деятель, изобретатель, художник, писатель
.

## Биография
Петр Игнатьевич Бажанов родился 25 января 1912 года в городе Мариуполе в семье рабочих. В 1928—1932 гг. трудился на металлургическом заводе им. Ильича (г. Мариуполь), в 1937 г. с отличием окончил Индустриальный институт (г. Новочеркасск), с 1937 по 1941 г. занимал различные руководящие посты в энергосистеме СССР (в гг. Шахты, Ростов-на-Дону).
С 1941 по 1945 г. — участник Великой Отечественной войны (находился в составе советских войск в Иране, затем сражался в составе Закавказского, Крымского, Сталинградского, Северо-Кавказского, 1-го Украинского фронтов, освобождал Польшу и Германию, был ранен, прошел путь от рядового до майора).
В 1946—1952 гг. — директор Управления электросетями «Львовэнерго», в 1952—1957 гг. — главный инженер «Сочэнерго». В 1955 г. окончил Энергетическую академию СССР. С 1957 по 1963 г. первый заместитель председателя горисполкома (мэра) г. Сочи, с 1963 по 1971 г. — председатель горисполкома (мэр) г. Сочи. После выхода на пенсию в 1971—1975 гг. — представитель Ленинградского оптико-механического объединения в Краснодарском крае.
Петр Игнатьевич Бажанов был талантливым изобретателем, художником, писателем, получил более 50 авторских свидетельств на изобретения в сфере энергетики. В 1963—1968 гг. — председатель Общества дружбы СССР — Япония. Скончался в г. Сочи 7 февраля 1975 г. Похоронен на Аллее Славы сочинского Центрального Успенского кладбища.

## Карьера
Являясь главным инженером «Сочэнерго» с 1952 по 1957 год, сумел создать условия для надежной и безаварийной работы городской энергосистемы, включая горные линии, ранее регулярно выходившие из строя. В 1957 году предложил новую систему энергоснабжения сочинского энергорайона, обеспечивающую значительное повышение экономичности работы энергосетей. 8 октября 1957 года Министр электросетей СССР подписал приказ (№Э-1039) о том, чтобы рационализаторское предложение П. И. Бажанова было «положено в основу при выполнении проектного задания по модернизации электросистемы г. Сочи».
Будучи выбранным в горисполком (мэрию) г. Сочи, П. И. Бажанов прежде всего занялся приведением в порядок жилищного хозяйства города. Была поставлена задача переселить бо́льшую часть населения в современные дома. За пять лет перед приходом П. И. Бажанова в горисполком (1952—1957 годы) в Сочи было сооружено 41 тыс. м² жилой площади. В 1957 году уже 22 тыс. кв. м. Темпы строительства возрастали всю последующую десятилетку: 1958 год — 23 тыс.м²; 1959 год — 30 тыс. м²; 1960 год — 44 тыс. м²; 1961 год — 72 тыс. м²; 1962 год — 78 тыс. м²; 1963 год — 83 тыс. м²; 1964 год — 86 тыс. м²; 1965 год — 90 тыс. м²; 1966 год — 99 тыс. м²; 1967 год — 103 тыс. м²; 1968 год — 116 тыс. м²; 1969 год — 124 тыс. м²; 1970 год — 130 тыс. м²; 1971 год — 142 тыс. кв. м. Таким образом, ежегодный объём жилищного строительства в Сочи за годы работы П. И. Бажанова в горисполкоме вырос в семь раз. Заметно улучшилось и качество строительства.
1960-е годы ознаменовались в Сочи бурным развитием не только жилищного строительства, но и города-курорта в целом. В 1961 году Указом Президиума Верховного Совета РСФСР территория Сочи была расширена по линии побережья с 30 до 140 километров, от реки Псоу, пограничной с Абхазией, до левого берега реки Магри, за которой начинается Туапсинский район. Адлерский и Лазаревский сельские районы были упразднены и включены в состав Сочи. Новый, Большой Сочи, объединил восемь курортов: собственно Сочи, а также Адлер, Дагомыс, Лоо, Головинка, Лазаревское, Аше, Магри. В 1967 году был принят генеральный план развития Сочи, в соответствии с которым и удалось создать современный и всемирно известный город-курорт.
При П. И. Бажанове продолжало развиваться санаторное строительство. В 1960-х годах вошли в строй 20 новых здравниц, в том числе «Мыс Видный», «Голубая горка», «ВТО», «Тихий Дон», «Волна». Десятки санаториев были расширены и модернизированы, в том числе им. Фрунзе, «Прогресс», «Железнодорожник», «Головинка», «Заполярье», «Золотой колос», «Светлана». Число санаторных мест за упомянутый период увеличилось в 4 раза, до 100 тыс. человек. В 1971 году в Сочи насчитывалось уже 60 санаториев.
При всей важности санаторного хозяйства П. И. Бажанов перенес, однако, акцент на развитие сети гостиниц. В то время как капвложения в санаторный сектор увеличивались на 25 % ежегодно, в гостиничный — на 200 %. Гостиницы стали высотными, в них появились бассейны и другие удобства. Существенные изменения произошли в методах строительства. По инициативе мэра строители отказались от типовых и повторных проектов. От кирпича перешли к сборным конструкциям, к стеклу, металлу, бетону, пластикатам, что позволило сократить сроки строительства в 2-3 раза. В течение десятилетия (1960—1970 гг.) Сочи украсился 19 комфортабельными гостиницами: «Сочи», «Чайка», «Жемчужина», «Восход», «Магнолия», «Приморская» (вторая очередь), «Прибой», «Москва», «Ленинград», «Платан», «Хоста», «Кубань», «Россия», «Черноморская», «Маяк», «Бирюза», «Камелия», «Горизонт», «Бригантина». Вместимость гостиничного сектора увеличилась на 30 тыс. мест и достигла в 1971 году 60 тыс. мест.
В целом за десятилетие количество мест в курортных учреждениях Сочи увеличилось в 10 раз, до 200 тысяч, в том числе 58 тысяч мест в курортных городках. Кроме того, 50 тысяч мест имелось в частном секторе. В 1971 году в Сочи поправило здоровье в общей сложности 2 млн человек, из них 1 млн. — по путевкам и курсовкам, 100 тысяч — иностранцев.
П. И. Бажанов приложил большие усилия для развития туристических центров. Главным стала Красная Поляна, другими крупными — базы на Аибге и в Бабук-Ауле.
П. И. Бажанов разработал программу искусственного создания пляжей за счёт сооружения бун и подводных волноломов. Эти сооружения препятствовали движению гальки вдоль берега в другие районы и уходу её в глубь моря. Главной же заботой П. И. Бажанова было, конечно, расширение пляжных площадей. Кое-где пляжная полоса измерялась несколькими метрами, а во многих местах за пределами центральной части города она вообще отсутствовала, действующие пляжи были переполнены, возникали огромные трудности и в размещении санаториев и домов отдыха.
К югу от морского порта не существовало ни набережной, ни пляжей. Только скалистый, труднодоступный берег. В 1960-х годах на участке от морвокзала до санатория «Красная Москва» скалы убрали, проложили красивую набережную, нарастили пляжи, покрытые мелкой галькой. Ко второй половине десятилетия на юг порта протянулась непрерывная цепь первоклассных пляжей со всеми необходимыми службами и удобствами. Это были пляжи «Маячный», «Приморский», «Театральный», «Верещагинский» и «Фрунзенский». Далее раскинулся пляж «Бзугу» с городской станцией спасения на воде.
По пути в Хосту был оборудован пляж «Малый Ахун», который к концу 1960-х годов стал любимым загородным пляжем сочинцев. Появились отличные пляжи в Хосте, Кудепсте (пляж «Весна»), в Адлерском районе («Огонек», «Адлер», «Аквариум», «Чайка», «Южные культуры»). К северу от сочинского центра вошли в строй пляжи «Лазаревская», «Свирская щель», «Лоо», «Дагомыс», «Новые Сочи», «Светлый». Пляжи обзавелись аэрариями, шезлонгами, теневыми зонтами, медпунктами, лодочными станциями, холодным и горячим душем, международными переговорными пунктами, столовыми, кафе, торговыми точками, питьевыми фонтанчиками. В целом за 1960-е годы площадь сочинских пляжей увеличилась на 100 тысяч м², теневых навесов — в 10 раз, вместимость пляжей возросла в 8 раз.
Значительно улучшилось в 1960-е годы при мэре П. И. Бажанове обеспечение города-курорта продовольствием. В пригороде Сочи было основано многоотраслевое хозяйство, целая сеть совхозов. Если в 1960 году местное сельское хозяйство давало 3 тысячи тонн свежих овощей, то в 1970 году уже 40 тысяч тонн. За десятилетку получили значительное развитие животноводческие, мясо-товарные и молочно-товарные совхозы, Адлерская птицефабрика, табаководческое предприятие, Дагомысский чайный совхоз, форелевое хозяйство.
В 1950-х годах в Сочи насчитывалось всего полдюжины ресторанов и дюжина столовых. В первой половине 1960-х годов положение стало быстро меняться к лучшему. Общесоюзная «Медицинская газета» отмечала 11 мая 1966 года: «Кто не был в Сочи года три-четыре, тот сразу же приметит появившиеся в разных уголках курорта легкие, собранные из стекла и пластиков цветастые павильоны. Это кафе, закусочные, шашлычные, пельменные, блинные, торговые киоски, рестораны, которые принято называть фестивальными — они похожи на те, что были построены в Москве в дни фестиваля. „Спутник“ и „Ривьера“, „Солнышко“ и „Восход“, другие уютные кафе уже получили признание отдыхающих. Принимают гостей рестораны в новой гостинице „Сочи“ и „Театральный“, удачно и интересно спроектированный.
Строительство новых кафе, закусочных, столовых, ресторанов — все это … дополнительно дало тысячи мест. Добавьте к этому расширение сети магазинов, ларьков, буфетов. Свои добрые руки они протянули … прямо к „рабочему месту“ отдыхающего на пляже. Там можно выпить кефир, съесть горячую сосиску, котлету».
Особой гордостью сочинцев стало несколько ресторанов высшего разряда в Хостинском районе, построенных по инициативе мэра П. И. Бажанова. Первый, недалеко от автобусной остановки «Приморье», — «Лазурный». Один из немногих в Советском Союзе он работал круглосуточно. Другой первоклассный ресторан, «Старая мельница», оседлал вершину горы Бытха. П. И. Бажанов лично руководил разработкой концепции, дизайна, интерьера ресторана. По настоянию мэра от близлежащего санатория Министерства обороны к «Старой мельнице» проложили асфальтированную дорогу и пешеходную тропу среди чудесного парка. В ресторане сделали землянку, восстанавливающую фронтовую обстановку Великой Отечественной войны. Там регулярно собирались воины-ветераны. «Старая мельница» превратилась в настоящую достопримечательность города-курорта.
П. И. Бажанов приложил большие усилия к сохранению и улучшению окружающих среды города Сочи. 1960-е годы, без сомнения, можно назвать периодом ренессанса парка Дендрарий. Горисполком, во главе с председателем П. И. Бажановым, уделял максимум внимания финансированию парка, его развитию и популяризации. Были выделены поистине огромные средства на реконструкцию Дендрария, за счёт которых удалось полностью переделать цветочные поля и питомник, построить парники, проложить асфальтовые дороги. Увеличение земельных участков позволило создать коллекционный фонд цветочных растений: гладиолусов, ирисов, гвоздик, хризантем и тюльпанов. Как отмечается в научно-популярном издании «Дендрарий» (издательство «Новопринт», г. Новочеркасск, 2006, с. 37), «главным достижением произведенных работ стало то, что старому парку восстановили его первоначальный облик».
Немало было сделано П. И. Бажановым для развития спорта в Сочи. Мэр добился в Москве разрешения на строительство нового стадиона. Стадион быстро завоевал популярность. Лучшие клубы СССР стали использовать его как для тренировочных, так и официальных матчей. Проводились на нём и международные турниры. Ещё мощнее заиграли местные команды, с удвоенным энтузиазмом потянулась к футболу юная поросль.
П. И. Бажанов не забывал и другие виды спорта. Каждую весну в городе устраивалась всесоюзная велогонка, вызывавшая у сочинцев настоящий ажиотаж. Мэр способствовал тому, что в Сочи получил прописку большой теннис. В парке «Ривьера» было построено четыре первоклассных теннисных корта, на которых стали тренироваться и соревноваться юные теннисисты. Теннисные корты появились в большинстве санаториев и домов отдыха — ими пользовались как отдыхающие, так и местные любители спорта. Для занятий с теннисистами в город пригласили высококвалифицированных тренеров. В результате со временем сочинская теннисная школа выпестовала Олимпийского чемпиона Евгения Кафельникова и ряд других «звезд» первой величины.
Именно в ту эпоху был дан старт развитию в Сочи зимних видов спорта. Газета «Советский спорт» (5.12.1968 г., с.4), описывая визит в редакцию мэра Сочи П. И. Бажанова и директора Центрального стадиона города Л. А. Саркисова, отметила: «…И в заключение — новость: в районе Красной Поляны на Черноморском побережье в скором будущем предполагается создать горнолыжную базу, организовать здесь детскую спортивную школу. Жемчужина Черноморского побережья станет крупнейшей горнолыжной базой страны».
В 1960-е годы Сочи вышел на широкую международную арену. Черноморский курорт стал включаться в программу почти всех визитов в СССР руководителей иностранных государств.
В 1960-е годы неуклонно росло число обычных иностранцев, отдыхавших в городе-курорте. Этот показатель вырос в 10 раз. В 1970 г. Сочи принял более 120 тысяч зарубежных гостей из 135 стран. Активно участвовал Черноморский курорт во Всемирной федерации породненных городов. По инициативе П. И. Бажанова Сочи породнился со знаменитыми курортами Великобритании (Челтенхэм), Франции (Ментона), Японии (Атами), Карловы Вары и Марианские Лазни (Чехословакия), Варна (Болгария) и ряда других стран. В Сочи были учреждены общества дружбы с десятками государств.
В 1967 году в Сочи состоялся Всероссийский фестиваль искусств с участием выдающихся артистов, композиторов, поэтов. Город-курорт был выбран местом проведения фестиваля искусств «Кубанская музыкальная весна», фестиваля «Музыкальная осень».
По инициативе П. И. Бажанова художественный руководитель и главный дирижёр городского праздника песни К. Б. Птица, а также его хормейстеры Л. В. Ермакова и Б. Г. Тевлин удостоились в 1966 году звания «Почетный гражданин города Сочи». Они были тремя первыми обладателями этого звания, которое в свою очередь было учреждено мэром П. И. Бажановым. Он же лично разработал «Положение о Почетном гражданине города Сочи».
П. И. Бажанов, будучи мэром Сочи, активно использовал центральную прессу в интересах города. В архивах председателя горисполкома хранится более 100 его публикаций (интервью и статей) в газетах «Правда», «Известия», «Комсомольская правда», «Советская Россия», «Советская культура», «Советский спорт», «Строительная газета», «Медицинская газета», «Экономическая газета», в журналах «Огонек», «Работница», «Наука и жизнь», «Советские архивы», «Культура и жизнь», «Советы депутатов трудящихся», "Вестник Агентства печати «Новости». Ещё около ста выступлений мэра содержится в республиканской и региональной печати — армянской, грузинской, украинской, молдавской, краснодарской, ставропольской, воронежской, архангельской и т. д.

## Награды
Награждён 24 орденами и медалями за боевые и трудовые заслуги.

## Память
В январе 2012 г. в Сочи широко отметили 100-летие со дня рождения Петра Игнатьевича Бажанова.
24 января торжественное собрание состоялось в музее истории города-курорта Сочи. Родственники передали в дар музею книги и картины, написанные П. И. Бажановым, различные документы из личного архива бывшего мэра. Принято решение об открытии в музее постоянной экспозиции, посвященной Петру Игнатьевичу, его государственной деятельности и творчеству.
25 января 2012 г. День памяти прошел в Сочинском зале органной и камерной музыки. В нём участвовало более 400 человек — руководство города, ветераны, представители общественно-политических кругов, деятели культуры, спортсмены, студенты, школьники. С обращением выступил глава города Сочи Анатолий Пахомов, отметив неоценимый вклад Петра Бажанова в развитие курорта, который в то время стал желанным местом лечения и отдыха для советских граждан и зарубежных гостей. Знаковым гостем Дня памяти стал сын П. Бажанова — Евгений Петрович Бажанов, доктор исторических наук, профессор, заслуженный деятель науки России, ректор Дипломатической академии МИД России.
Присутствовавший на Дне памяти генеральный директор Сочинского концертно-филармонического объединения Владимир Мишарин обратился к Евгению Бажанову с предложением учредить, при поддержке Администрации города Сочи, премию имени Петра Бажанова за культурные инициативы и вклад в сохранение жемчужины архитектуры, визитной карточки Сочи — Зимнего театра, а также поддержку деятельности СКФО. Владимир Мишарин подчеркнул, что Пётр Игнатьевич активно интересовался вопросами культуры и при всей занятости успевал уделять время и этой сфере, являясь председателем жюри Международного фестиваля молодежной песни «Красная гвоздика». Сын Евгений Бажанов, поддержал предложение о премии и заинтересовался инициативой лично возглавить Попечительский совет Зимнего театра.
В 2012 году в Сочинской прессе регулярно публикуются материалы (статьи, письма в редакцию), в которых оттеняются многочисленные достижения и положительные черты П. И. Бажанова. Ветераны, работавшие бок о бок с юбиляром, отмечают, в частности, что Пётр Игнатьевич Бажанов «построил Сочи и завоевал ему славу», «его стиль выбивался из общепринятых действий в условиях тоталитарного режима». Граждане призывают «учить подрастающее поколение на примере таких героев прошлого, как председатель горисполкома Пётр Бажанов», назвать именем бывшего градоначальника улицу и школу. Особый акцент делается на необходимости наградить П. И. Бажанова посмертно званием Почетного гражданина Сочи, учитывая его выдающийся вклад в развитие и процветание города.

В письмах говорится о том, что Пётр Игнатьевич был «талантливым художником, который создал тысячи картин и придал курорту черты неповторимости и красоты», что мэр 60-х годов «явился первопроходцем в области культуры», что дал мощный толчок развитию спорта, начал развивать Красную поляну как горнолыжный курорт; что П. И. Бажанов очень много сделал в области образования и воспитания молодежи.